# 长序山豆根
长序山豆根（学名：Euchresta tubulosa var. longiracemosa）为豆科山豆根属下的一个变种。